# Mulazzo
Mulazzo es una localidad italiana de la provincia de Massa-Carrara, región de Toscana, con 2.425 habitantes.
Fue parte del Gran Ducado de Toscana desde 1774 hasta la ocupación francesa del norte de Italia en 1797. Perteneció al Ducado de Módena a partir de 1815 y desde 1847 al Ducado de Parma, según lo establecido en el Tratado de Florencia (1844).

Ubicación de la ciudad de Mulazzo dentro de la provincia de Massa-Carrara.

## Evolución demográfica
| Gráfica de evolución demográfica de Mulazzo entre 1861 y 2001 |
|                                                               |
| Fuente ISTAT - Elaboración gráfica por parte de Wikipedia     |